# Берен Сат
Берен Сат (тур. Beren Saat; 26. фебруар 1984) турска је глумица. Од почетка своје каријере добила је позитивне критике и бројна признања за своју глуму. Једна је од најплаћенијих глумица у Турској.

## Биографија
Рођена је 26. фебруара 1984. у Анкари. Има брата, Џема. Кратко је студирала на Универзитету Башкент, након чега га је напустила како би се посветила глумачкој каријери.
У фебруару 2012. почела је да се забавља са музичарем Кенаном Догулуом. Верили су се 23. фебруара 2014. у Истанбулу, а венчали су се 29. јула 2014. у Лос Анђелесу.

## Филмографија

### Филм
| Улоге Берен Сат |                            |               |       |          |
| Година          | Српски назив               | Изворни назив | Улога | Напомена |
| 2009.           | Јесења туга                |               | Елена |          |
| 2009.           | Крила ноћи                 |               | Геџе  |          |
| 2012.           | Сезона носорога            |               | Бусе  |          |
| 2013.           | Мој свет                   |               | Ела   |          |
| 2023.           | Последњи позив за Истанбул |               | Серин |          |

### Телевизија
| Улоге Берен Сат |                          |               |                            |                 |
| Година          | Српски назив             | Изворни назив | Улога                      | Напомена        |
| 2004.           | У нашој љубави је смрт   |               | Нермин                     | споредна улога  |
| 2005—2006.      | Љубав на силу            |               | Зилан Шахвар Азизоглу      | главна улога    |
| 2006—2008.      | Запамти, драма           |               | Јасемин Унсал              | главна улога    |
| 2007.           | Европска страна          |               | Берен Сат                  | гостујућа улога |
| 2008—2010.      | Забрањено воће           |               | Бихтер Јореоглу Зијагил    | главна улога    |
| 2010—2012.      | Изгубљена част           |               | Фатмагул Кетенџи Илгаз     | главна улога    |
| 2013—2014.      | Освета                   |               | Дерин Челик / Јагмур Озден | главна улога    |
| 2015—2016.      | Величанствени век: Косем |               | Косем                      | главна улога    |
| 2019—2021.      | Дар                      |               | Атије Озгурсој             | главна улога    |